# 元慶寺
元慶寺（がんけいじ、古くは「がんぎょうじ」）は、京都市山科区北花山河原町にある天台宗の寺院。山号は華頂山。本尊は薬師瑠璃光如来。西国三十三所番外札所。花山天皇出家の御旧跡である。
本尊真言：おん ころころ せんだり まとうぎ そわか
ご詠歌：待てといわばいとも畏（かしこ）し花山（はなやま）に　しばしと啼（な）かん鳥の音もがな

## 歴史
貞観10年（868年）に貞明親王（陽成天皇）を産んだ藤原高子の発願により、定額寺として建立される。開山は六歌仙の一人である僧正遍昭。元慶元年（877年）に陽成天皇の勅願寺となり、元慶寺と改めたとされる。
寛和2年（986年）、花山天皇がこの寺で藤原兼家、道兼父子の策略により出家させられ、兼家の外孫である懐仁親王（一条天皇）が帝位についた（寛和の変）。花山法皇の宸影を安置する寺で花山寺（）とも呼ばれ、大鏡では花山寺と記述されている。花山法皇ゆかりの寺ということで当寺は西国三十三所番外札所となっている。
応仁の乱の戦火によって伽藍が消失し、以来境内は小さくなってしまった。現在の建物は安永年間（1772年 - 1781年）の再建と伝わる。
付近には遍昭の墓がある。

## 境内
- 本堂 - 安永年間（1772年 - 1781年）再建。
- 毘沙門堂
- 庫裏
- 六所神社 - 鎮守社。
- 花山法皇御落飾道場の碑
- 山門（竜宮造）

## 前後の札所
西国三十三所
14 園城寺（三井寺）　-　番外 元慶寺　-　15 今熊野観音寺

## 交通アクセス
- 御陵駅（京都市営地下鉄東西線・京阪京津線）徒歩20分
- 京阪バス 「北花山」バス停 徒歩5分